# Nagroda Grammy w kategorii Best Contemporary Blues Album
Nagroda Grammy w kategorii Best Contemporary Blues Album jest przyznawana od 1988 roku, z przerwą w latach 2012-2016 (wówczas ta kategoria została połączona razem z kategorią Best Traditional Blues Album w jedną – Best Blues Album). W latach 2001–2003 przyznawano ją również dla producentów i inżynierów dźwięku. Do 1992 roku znana jako Best Contemporary Blues Performance, a w 1989 została przyznana za utwór niż za album.
Nagroda przyznawana jest za nagrania/prace zarejestrowane w roku poprzedzającym daną nominację.

## Lata '20
- Nagroda Grammy w 2022[1]
  - Christone "Kingfish" Ingram za 662
- Nagroda Grammy w 2021[2]
  - Fantastic Negrito za Have You Lost Your Mind Yet?
- Nagroda Grammy w 2020[3]
  - Gary Clark Jr. za This Land

## Lata '10
- Nagroda Grammy w 2019[4]
  - Fantastic Negrito za Please Don't Be Dead
- Nagroda Grammy w 2018
  - Taj Mahal & Keb' Mo' za TajMo
- Nagroda Grammy w 2017
  - Fantastic Negrito za The Last Days of Oakland
- Nagroda Grammy w 2016
  - nagroda nieprzyznana
- Nagroda Grammy w 2015
  - nagroda nieprzyznana
- Nagroda Grammy w 2014
  - nagroda nieprzyznana
- Nagroda Grammy w 2013
  - nagroda nieprzyznana
- Nagroda Grammy w 2012
  - nagroda nieprzyznana
- Nagroda Grammy w 2011
  - Buddy Guy za Living Proof
- Nagroda Grammy w 2010
  - The Derek Trucks Band za Already Free

## Lata '00
- Nagroda Grammy w 2009
  - Dr. John & The Lower 911 za City That Care Forgot
- Nagroda Grammy w 2008
  - J. J. Cale & Eric Clapton za The Road to Escondido
- Nagroda Grammy w 2007
  - Irma Thomas za After the Rain

- Nagroda Grammy w 2006
  - Delbert McClinton za Cost Of Living
- Nagroda Grammy w 2005
  - Keb' Mo' za Keep It Simple
- Nagroda Grammy w 2004
  - Etta James za Let's Roll
- Nagroda Grammy w 2003
  - Joe Henry (producent), S. Husky Höskulds (inżynier dźwięku) & Solomon Burke za Don't Give Up On Me
- Nagroda Grammy w 2002
  - Gary Nicholson (producent), Richard Dodd, Don Smith (inżynierzy dźwięku) & Delbert McClinton (producent i wykonawca) za Nothing Personal
- Nagroda Grammy w 2001
  - Tony Braunagel (producent), Joe McGrath, Terry Becker (inżynierzy dźwięku), Taj Mahal & the Phantom Blues Band za Shoutin' In Key
- Nagroda Grammy w 2000
  - The Robert Cray Band za Take Your Shoes Off

## Lata '90
- Nagroda Grammy w 1999
  - Keb' Mo' za Slow Down
- Nagroda Grammy w 1998
  - Taj Mahal za Señor Blues
- Nagroda Grammy w 1997
  - Keb' Mo' za Just Like You
- Nagroda Grammy w 1996
  - Buddy Guy za Slippin' In
- Nagroda Grammy w 1995
  - Pops Staples za Father Father
- Nagroda Grammy w 1994
  - Buddy Guy za Feels Like Rain
- Nagroda Grammy w 1993
  - Stevie Ray Vaughan & Double Trouble za The Sky Is Crying
- Nagroda Grammy w 1992
  - Buddy Guy za Damn Right, I've Got The Blues
- Nagroda Grammy w 1991
  - Jimmie Vaughan & Stevie Ray Vaughan za Family Style
- Nagroda Grammy w 1990
  - Stevie Ray Vaughan & Double Trouble za In Step

## Lata '80
- Nagroda Grammy w 1989
  - The Robert Cray Band za "Don't Be Afraid of the Dark"
- Nagroda Grammy w 1988
  - The Robert Cray Band za Strong Persuader